# Герб Білої (Чортківський район)
Герб Білої — офіційний символ села Біла, Чортківського району Тернопільської області, затверджений 4 вересня 2023 року рішенням сесії Чортківської міської ради.
Автори — А. Гречило та О. Лісниченко.

## Опис герба
У зеленому полі над срібною зубчастою мурованою основою летить срібний сокіл.

## Зміст
Зважаючи на перекази про використання сокола як символа Білої було збережено цей символ у гербі села, доповнивши його білою (срібною у гербі) мурованою стіною, яка з одного боку вказує на існування тут давнього укріпленого містечка, з іншої – асоціюється з назвою поселення. 
Щит увінчано червоною міською короною, що вказує на село, яке давніше було містечком.